# Senometopia intermedia
Senometopia intermedia là một loài ruồi trong họ Tachinidae.